# Matthew Heineman
Matthew Heineman (* 30. November 1983 in Washington, D.C.) ist ein US-amerikanischer Dokumentarfilmer, Filmregisseur und -produzent und Kameramann.

## Leben
Matthew Heineman wurde in Washington, D.C. geboren und wuchs in Darien und New Canaan in Connecticut auf. Er besuchte die New Canaan Country School und die Brunswick School in Greenwich. Seine Mutter Cristine Russell arbeitet als Wissenschaftsjournalistin, sein Vater Ben Heineman als Rechtsanwalt.
Nach seinem Abschluss am Dartmouth College im Jahr 2005, wo er Geschichte studierte, drehte Heineman mit Overcoming the Storm seinen ersten Dokumentarfilm über einige Einwohner von New Orleans. Sein Film Cartel Land aus dem Jahr 2015 war im Rahmen der 88. Oscar-Verleihung als bester Dokumentarfilm nominiert und gewann drei Primetime-Emmys, wurde von der DGA als bester Dokumentarfilm ausgezeichnet und erhielt den Courage Under Fire Award der International Documentary Association. In diesem Film behandelte er den Drogenkrieg in Mexiko. Zuvor hatte Heineman den Emmy-nominierten Dokumentarfilm Escape Fire inszeniert und produziert.
In seinem Dokumentarfilm City of Ghosts, der im Januar 2017 beim Sundance Film Festival seine Premiere feierte, beleuchtet er die Arbeit einer Gruppe syrischer Bürgerjournalisten in Raqqa mit dem Namen „Raqqa is Being Slaughtered Silently“, die versucht, durch den Islamischen Staat begangene Menschenrechtsverletzungen aufzudecken und die Fehlinformationskampagnen der Terroristen in ihrem Heimatland zu bekämpfen.

## Filmografie (Auswahl)
- 2006: Overcoming the Storm
- 2015: Cartel Land
- 2017: City of Ghosts
- 2018: A Private War
- 2020: The Boy from Medellín
- 2023: American Symphony

## Auszeichnungen (Auswahl)
British Academy Film Award
- 2016: Nominierung als Bester Dokumentarfilm (Cartel Land)
- 2018: Nominierung als Bester Dokumentarfilm (City of Ghosts)

Critics’ Choice Documentary Award
- 2017: Nominierung als Bester Dokumentarfilm (City of Ghosts)
- 2017: Nominierung für die Beste Regie (City of Ghosts)
- 2017: Nominierung als Bester politischer Dokumentarfilm (City of Ghosts)[5]

Directors Guild of America Award
- 2018: Auszeichnung für den Besten Dokumentarfilm (City of Ghosts)[6]

Filmfest München
- 2017: Auszeichnung mit dem Fritz-Gerlich-Filmpreis (City of Ghosts)[7]

International Documentary Association Award
- 2017: Nominierung als Bester Dokumentarfilm (City of Ghosts)[8]

Montclair Film Festival
- 2017: Auszeichnung mit dem Special Jury Prize im Dokumentarfilmwettbewerb (City of Ghosts)
- 2017: Nominierung für den Bruce Sinofsky Prize für Dokumentarfilme (City of Ghosts)[9]

Oscar
- 2016: Nominierung als Bester Dokumentarfilm (Cartel Land)

Primetime Emmy Award
- 2016: Auszeichnung für Outstanding Cinematography for a Nonfiction Program (Cartel Land)
- 2016: Auszeichnung für Exceptional Merit in Documentary Filmmaking (Cartel Land)
- 2016: Nominierung für Outstanding Picture Editing for a Nonfiction Program (Cartel Land)
- 2016: Nominierung für Outstanding Directing for Nonfiction Programming (Cartel Land)

Producers Guild of America Award
- 2023: Auszeichnung als Bester Dokumentarfilm (American Symphony)[10]

Sundance Film Festival
- 2017: Nominierung für den Großen Preis der Jury im Dokumentarfilmwettbewerb (City of Ghosts)
- 2017: Auszeichnung mit dem Candescent Award (City of Ghosts)[11]